# William Quan Judge
Pour les articles homonymes, voir Judge.
Ne doit pas être confondu avec William Judge.
William Quan Judge (né le 13 avril 1851 à Dublin, mort le 21 mars 1896 à New York), est un occultiste américain, 
l'un des fondateurs de la Société théosophique.

## Biographie
C'est l'un des membres fondateurs de la Société théosophique au côté de Mme Blavatsky, du colonel Henry Steel Olcott, Charles Sotheran, du Dr Seth Pancoast, d'un certain Felt et de quelques autres.
Quand le colonel Olcott et Mme Blavatsky quittèrent les États-Unis pour s'installer en Inde en 1878, Judge demeura aux États-Unis pour prendre soin de la Société, tout en exerçant la profession de juriste. Il devint Secrétaire Général de la section Américaine de la Société théosophique en 1884, qui avait le général Abner Doubleday comme président.
Judge écrivit des articles dans diverses revues théosophiques, et est l'auteur d'une introduction à la théosophie, The Ocean of Theosophy publiée en 1893. 

## Œuvres
- The Ocean of Theosophy, trad. : L'Océan de théosophie, avec un portrait de l'auteur. 2e édition, revue et corrigée
- Letters That Have Helped Me, trad. : Lettres qui m'ont aidé, compilées par Jasper Niemand
- Echoes from the Orient, trad. : Echos de l'Orient. Une esquisse générale des doctrines théosophiques
- Bhagavad-Gita combined with Essays on the Gita, trad. : Bhagavad-Gita
- The Yoga Aphorisms of Patanjali
- Occult Tales
- Practical Occultism: From the Private Letters of W. Q. Judge
- Answers to Questions
- An Epitome of Theosophy (1887), trad. : Épitomé des doctrines théosophiques